# The Ridiculous 6
The Ridiculous 6 è un film del 2015 diretto da Frank Coraci.
Film commedia western statunitense su soggetto di Tim Herlihy e Adam Sandler, con protagonisti, oltre a quest'ultimo, Terry Crews, Jorge Garcia, Taylor Lautner, Rob Schneider, e Luke Wilson.

## Trama
Tommy Stockburn, cresciuto dai pellerossa con il nome di Lama Bianca, sconfigge dei banditi caratterizzati da una benda sull'occhio destro e il proprietario del negozio di cibo Clem, un pazzoide razzista con l'occhio sinistro fuori uso. Quando ritorna al villaggio, incontra il famoso ladro di banche Frank Stockburn, il quale dichiara di essere suo padre e di avergli lasciato in eredità 50.000 $, in quanto prossimo alla morte per via della Tubercolosi. Il giorno dopo, un gruppo di banditi arrivano al villaggio guidati dallo spietato Cicero e costringono Frank a condurli dove è nascosto tale denaro. Tommy decide allora di trovare quella somma di denaro in un'altra maniera, in modo da poter salvare il padre.
Durante i suoi viaggi, Tommy incontra ben cinque figli di Frank Stockburn e insieme a loro riesce a guadagnare i 50.000 $ che servono per salvare il padre, rubando a delle persone disoneste. Mentre i fratelli si rilassano e festeggiano il traguardo raggiunto, arrivano i banditi della benda insieme a Clem, che nel frattempo è divenuto loro compagno togliendosi l'unico occhio funzionante, i quali rubano loro tutto il denaro. Tuttavia Tommy e i suoi fratelli riescono a riottenere tale somma rubando il denaro che era conteso in una partita di poker.
Al tramonto del giorno successivo, Tommy scopre da una fotografia portata da Danny che Cicero fu l'uomo che uccise sua madre. Non volendo mettere i fratelli in pericolo, Tommy parte da solo in piena notte per trovare il padre e vendicarsi del delitto della madre. Dopo aver pagato il riscatto, Tommy si vendica così di Cicero uccidendolo con uno dei suoi coltelli. Viene poi raggiunto dai suoi fratellastri, che hanno così modo di conoscere il loro padre. Quando però Frank si rende conto che il gruppo, dopo aver trovato la banda della benda ed essersi ripresi i loro originali 50.000$, hanno in realtà 100.000$, richiama indietro la banda di Cicero e cerca di derubare i suoi figli. Tuttavia i fratellastri riescono a cavarsela e Tommy sconfigge suo padre, risparmiandogli però la vita.
Tornati al Villaggio Indiano, Tommy si sposa con la sua fidanzata, mentre il capo del Villaggio, dopo aver scoperto che i compagni di Lama Bianca sono in realtà i suoi fratellastri, li adotta tutti proprio come aveva fatto con Tommy.

## Produzione
Il 26 ottobre 2012, la Paramount Pictures ha ottenuto i diritti del film, programmando l'inizio delle riprese per aprile 2013. La Happy Madison Productions (casa di produzione di Adam Sandler) firma poi un contratto con Netflix il 1º ottobre 2014. Il 7 ottobre la Warner Bros. rinuncia al film. A gennaio 2015, Netflix decide di girare il film con Taylor Lautner, Nick Nolte, Blake Shelton, Steve Buscemi, Rob Schneider, Will Forte, Vanilla Ice e Luke Wilson. Il 16 febbraio 2015 Jorge Garcia si unisce al cast. Il 20 febbraio 2015 inizia la lavorazione, che finisce il 2 maggio 2015.

### Controversie
Il 23 aprile 2015, l'Indian Country Today Media Network riferisce che circa "una dozzina di attori e attrici Nativi, insieme al consulente culturale, lasciarono il Set del nuovo film di Adam Sandler, The Ridiculous Six in segno di protesta per la sua raffigurazione della cultura Apache. Il New York Daily News riportò successivamente che solo 4 (su oltre 100) attori Nativi Americani lasciarono il set. Loren Anthony (membro di una tribù Navajo) e la studentessa Allison Young dissero che lasciarono perché il film raffigurava i Nativi in maniera negativa e c'era troppa satira. La loro lamentela riguardava anche la raffigurazione della donna, che trovavano degradante. Un rappresentante di Netflix rispose: "Il film contiene la parola 'ridiculous' per un motivo: perché è ridicolo. Rappresenta una generica satira dei film western e dei loro stereotipi che li hanno resi così popolari."
Il 4 maggio il New York Daily News riportò che Ricky Lee, uno degli attori Nativi Americani sul set di The Ridiculous Six, disse che il suo resoconto precedente era esagerato e nonostante 4 attori se ne fossero andati, ce n'erano altri 150 (inclusi nonni e bambini), che continuarono a lavorare.

## Distribuzione
Il film è stato distribuito in prima visione su Netflix l'11 dicembre 2015. Il 6 gennaio 2016 Netflix annuncia che è il film più visto in 30 giorni nell'intera storia di Netflix, portandolo al primo posto in tutti gli stati in cui Netflix opera.

## Accoglienza
Il film detiene un raro indice di gradimento dello 0% su Rotten Tomatoes, basato su 36 recensioni professionali, con una media di 2,29/10. Su Metacritic, il film ha invece un punteggio di 18 su 100, basato su 12 recensioni.